# 陈允衡
陈允衡（?—?），字伯玑，江西南城人。
父陈本，万历年问举人。早年为诸生，受知于督学侯峒曾。明末避居芜江，晚年回到南昌东湖，在苏公圃畔蓋了房子，署其堂为“爱琴馆”，以诗歌自娱。著有《爱琴馆集》、《澄怀阁集》。